# Psyche luticoma
Psyche luticoma är en fjärilsart som beskrevs av Edward Meyrick 1918. Psyche luticoma ingår i släktet Psyche och familjen säckspinnare. Inga underarter finns listade.